# 四川好人

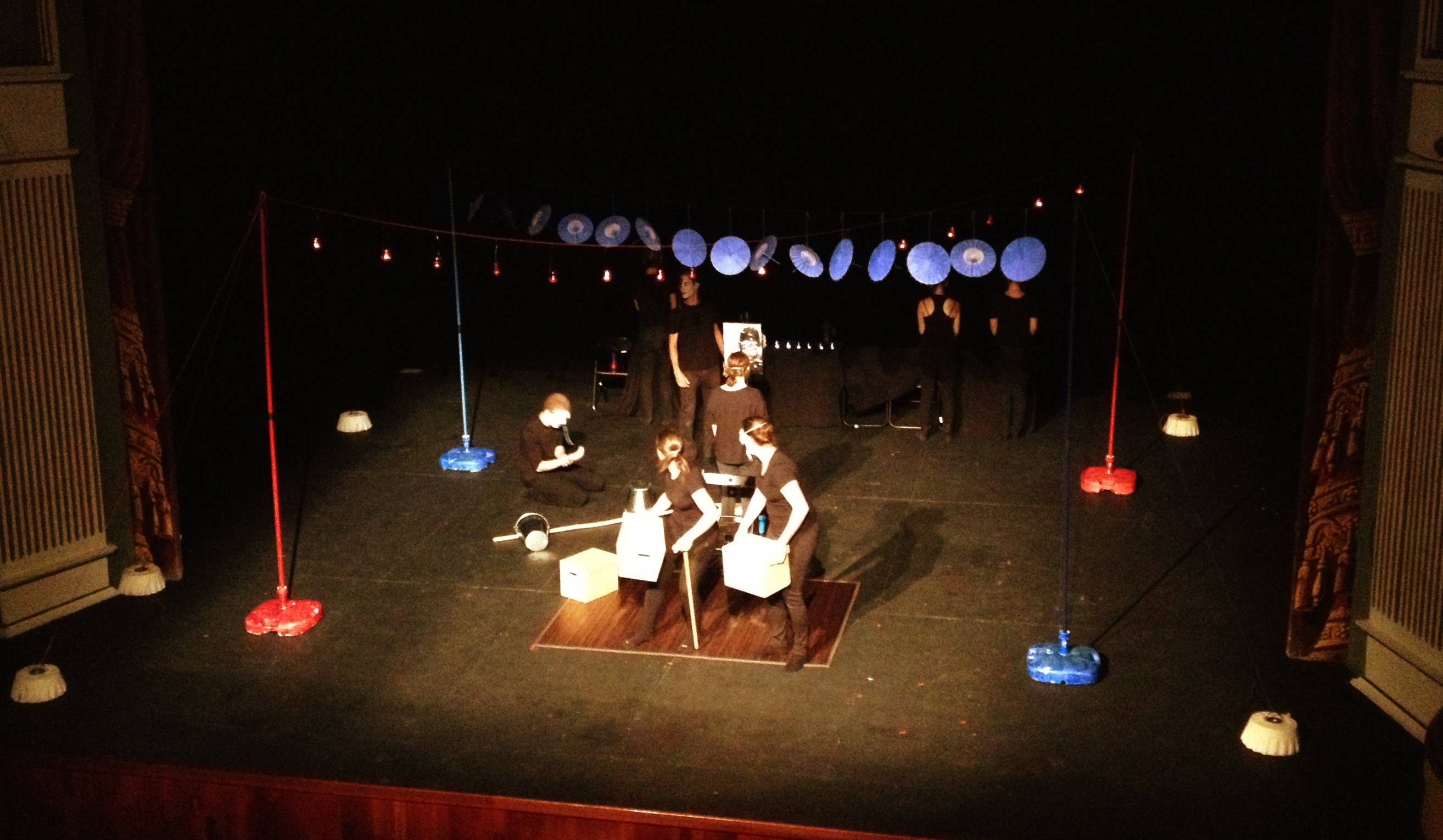
在阿尔马格罗市政剧院上演的布莱希特的戏剧《四川好人》

《四川好人》，或作《四川好女人》（Der gute Mensch von Sezuan），是德國著名戏剧家布莱希特创作的戏剧作品。创作完成于1943年，在瑞士苏黎世首演，该剧和作者同期创作的很多其他戏剧一样，被认为是叙事剧（epic theatre）的代表。

## 角色
三位神明、

沈德(Shen Te)：本劇的好人，由神仙幫助下經營一間菸草店。

水大(Shui Ta)：沈德的表哥，由沈德假扮。

楊森：失業的飛行員，與沈德相戀，後來卻要沈德交出她全部的財產。

楊太太：楊森的母親。

老王(Wang)：賣水者、替三位神明帶路尋找住處。

理髮匠蘇福、

女房東密枝太太、

寡婦申太太、

八口之家、

木匠林投、

地毯商及其妻(結婚40年)、

警察(建議Shen Te結婚)、

證道人、

失業者、

服務生、

序幕中的路人

## 劇情概要
故事講述三個神仙來到道德敗壞、一貧如洗的四川找尋好人，可惜放眼所見盡是欺詐與饑餓，心灰意冷之際遇上僅存的好人──沈德。唯在炎涼的世態中，好人亦難有容身之所，沈德的樂善好施只令自己泥足深陷，走上絕路。為求自保，沈德不得不改变自己。